# Portador obligado
En genética un portador obligado es un individuo que puede no estar afectado clínicamente pero que debe ser portador de una mutación genética según el análisis de los antecedentes familiares; generalmente se aplica a trastornos heredados de manera autosómica recesiva y recesiva ligada al cromosoma X.

## Recesivo ligado al cromosoma X

### Herencia
En los trastornos recesivos ligados al cromosoma X, sólo las mujeres pueden ser portadoras de la mutación recesiva, lo que las convierte en portadoras obligadas de este tipo de enfermedad. Las hembras adquieren un cromosoma X de su padre y otro de su madre, lo que significa que pueden ser heterocigotas para el alelo mutado o bien homocigotas. Si ella es heterocigota, es portadora del alelo mutado porque la enfermedad es recesiva. Si ella es homocigota, tiene la enfermedad. 
Un padre afectado con un rasgo recesivo ligado al cromosoma X siempre transmitirá el rasgo a su hija. Por lo tanto, todas las hijas de un varón afectado son portadoras obligadas. Por otra parte, una madre portadora tiene un 50% de posibilidades de transmitir su cromosoma X mutado a su hija. Esto hace que todas las hijas de madres portadoras sean posibles portadoras, pero no necesariamente portadoras obligadas. Los varones no pueden ser portadores obligados o posibles de rasgos recesivos ligados al cromosoma X porque sólo tienen un cromosoma X y, por lo tanto, siempre se ven afectados fenotípicamente cuando reciben el cromosoma X mutado de su madre.
Las mujeres que son heterocigotas para los trastornos recesivos ligados al cromosoma X son portadoras obligadas, pero nunca pueden verse afectadas fenotípicamente, y esto se debe a la inactivación del cromosoma X. Las hembras heterocigotas tienen un cromosoma X de cada progenitor: uno con un gen mutado y otro con una copia funcional del mismo gen. Cuando el cromosoma mutado se inactiva aleatoriamente para mantener el número de copias, la presencia de la copia funcional da como resultado un fenotipo normal. Los machos sólo tienen una copia de cada gen en el cromosoma X y, como no sufren inactivación del cromosoma X, sólo tienen el gen mutado. Como resultado, este tipo de enfermedades afectan fenotípicamente con mayor frecuencia a los varones y raramente a las mujeres.

### Hemofilia
La hemofilia, o hemofilia, es un trastorno recesivo ligado al cromosoma X que altera el control del cuerpo sobre la coagulación sanguínea. La  hemofilia A y la hemofilia B surgen de mutaciones en los genes del factor VIII y del factor IX, respectivamente.  Las mujeres que padecen esta enfermedad son casi exclusivamente portadoras obligadas y no afectadas. Las mutaciones pueden transmitirse a la descendencia por vía materna o paterna, pero el fenotipo sólo se expresa en los varones que heredan la mutación.  Todas las hijas de padre hemofílico son portadoras obligadas de la enfermedad.

## Autosómica recesiva
En una enfermedad autosómica recesiva, si un individuo es heterocigoto para el alelo mutante, es portador porque la enfermedad es recesiva. Si son homocigotos, tienen la enfermedad. Todos los descendientes de un individuo afectado son heterocigotos u homocigotos para el alelo mutado. En consecuencia, todos los descendientes no afectados (heterocigotos) de un individuo afectado son portadores obligados de la enfermedad porque necesariamente serán portadores del alelo mutado. 

## Detección
Debido a los patrones predecibles de los trastornos hereditarios, se pueden utilizar técnicas para detectar la prevalencia pasada, presente y futura de enfermedades en individuos de una familia. En concreto, se utilizan pedigríes y métodos de laboratorio para buscar y predecir portadores obligados de una enfermedad específica como la hemofilia. Después del análisis de los antecedentes familiares, una forma de estar completamente seguros de que un individuo es portador obligado es mediante pruebas genéticas, como el análisis mutacional. Esto permite a los profesionales ver si la mutación específica existe en el cromosoma del individuo.   En los hemofílicos potenciales, se utilizan ensayos de factores para medir la cantidad de coagulación sanguínea en un individuo. Sin embargo, algunos portadores pueden tener niveles de coagulación completamente normales, por lo que este método no siempre es útil.  El asesoramiento genético informa a los pacientes que pueden tener antecedentes familiares de una determinada enfermedad sobre su riesgo de padecerla y el riesgo potencial en sus hijos.